# Abdol Hossein Khosrow Panah

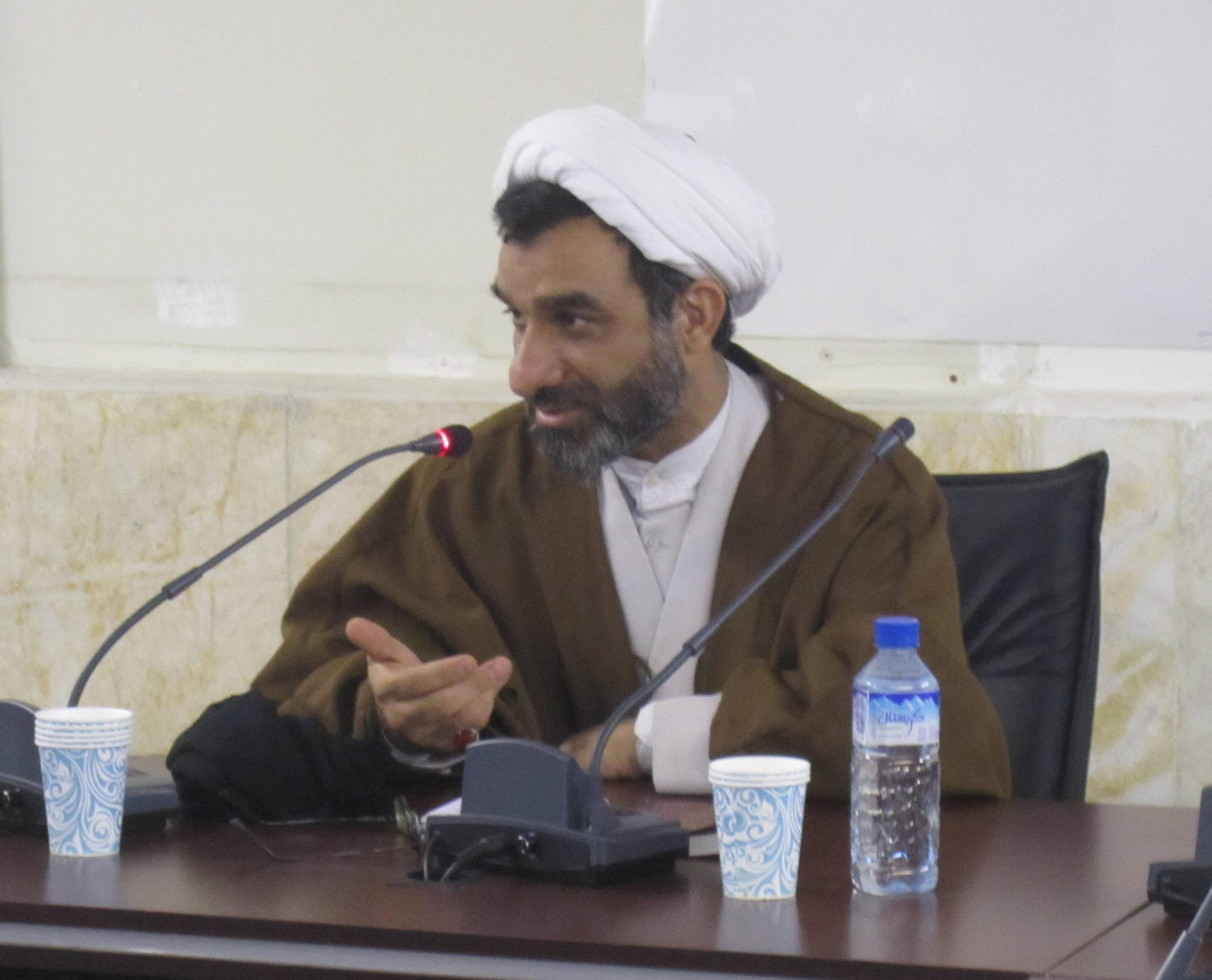
Abdolhossein Khosropanah

Hodschatoleslam wa-l-muslimīn Abdol Hossein Khosrow Panah (persisch عبدالحسین خسروپناه) ist ein iranischer schiitischer Geistlicher und Forscher auf dem Gebiet der Religionsphilosophie. Seine Ausbildung erhielt er in Ghom. Er ist Mitglied des Wissenschaftsausschusses des Islamic Research Institute for Culture and Thought (IICT). Er ist der Direktor des Iranischen Instituts für Philosophie (Anǧomān-e ekmat) in Teheran.